# Darrun Hilliard
Darrun Hilliard (Bethlehem, 13 de abril de 1993) é um jogador norte-americano de basquete profissional que atualmente joga pelo CSKA Moscou, disputando a VTB United League. Foi draftado em 2015 na segunda rodada pelo Detroit Pistons.